# Hopciîțea, Pohrebîșce
Hopciîțea (în ucraineană Гопчиця) este o comună în raionul Pohrebîșce, regiunea Vinnița, Ucraina, formată numai din satul de reședință.

## Demografie
Componența lingvistică a satului Hopciîțea
     Ucraineană (98,72%)
     Rusă (1,28%)
Conform recensământului din 2001, majoritatea populației satului Hopciîțea era vorbitoare de ucraineană (98,72%), existând în minoritate și vorbitori de rusă (1,28%).